# Square One (film)
Square One è un documentario del 2019 diretto da Danny Wu trasmesso in streaming su YouTube e Amazon Prime Video che indaga sulle prime accuse di presunto abuso sessuale su minore mosse contro il cantante Michael Jackson nel 1993 e scopre strategicamente nuove prove e informazioni attraverso interviste con le persone più vicine al caso. Queste interviste mostrano dichiarazioni pubbliche mai sentite prima d'ora da testimoni, dal nipote di Michael Jackson e dall'assistente legale del pubblico ministero nel caso del '93. Il documentario è stilato alla numero 1 della classifica dei 100 migliori documentari del sito Top Documentary Films.

## Informazioni
Il documentario si pone l'obbiettivo di smontare il primo caso di presunte accuse piovute su Jackson, ovvero quelle del cosiddetto "caso Chandler" del 1993 e cerca di smontare una volta per tutte il falso luogo comune che Jackson “comprò il silenzio” di Jordan Chandler, dimostrando invece un piano messo in atto da Evan Chandler, padre del ragazzo, per estorcere denaro al cantante. Il documentario, attraverso prove e testimonianze, conferma che nessun tipo di materiale pedo-pornografico fu mai ritrovato al Neverland Ranch, la residenza storica di Jackson, e che nulla di compromettente è stato mai scoperto durante le indagini compiute negli anni anche dall'FBI che aprì un fascicolo di 333 pagine riguardo a Jackson (consultabili online) che mostrò come non ci fosse nessuna prova riguardo alla sua colpevolezza.

### Trama
Il documentario si apre con la testimonianza inedita di Josephine Zhony, ex compagna di università di Jordan Chandler, che conobbe alla NYU, dove entrambi frequentavano il corso di Music Business. La ragazza inizia raccontando di come un giorno nel 2001, durante un'assemblea settimanale in cui indossava una t-shirt dei Jacksons (gruppo musicale di fratelli col quale Michael Jackson si esibiva da giovane), un ragazzo compagno di corso le si avvicinò per dirle che le piaceva la sua maglietta, quel ragazzo era Jordan Chandler.
Il video prosegue col giornalista Danny Wu che intervista al telefono il giornalista investigativo Charles Thomson, vincitore di sei premi nazionali per il suo contributo giornalistico nella scoperta del caso sulla pedofilia Shoebury, che racconta che la differenza principale tra i casi che ha trattato e quelli che riguardano Jackson è che tutti i casi di accuse di presunti abusi che hanno coinvolto il cantante sono stati procedimenti civili e non procedimenti penali (tranne un processo che si risolse con la totale assoluzione del cantante), che quindi avevano come unico scopo quello di ricevere un risarcimento danni milionario da parte del cantante. Il giornalista ricorda inoltre come, dal suo studio dei file dell'FBI, risulta che nessun oggetto o file compromettente riguardante la pedofilia sia mai stato trovato durante le perquisizioni delle abitazioni di Jackson ricordando inoltre come più di 20 dipartimenti dell'FBI abbiano investigato Jackson per dieci anni e nessuno di loro abbia mai trovato prova di reati. Viene poi ricordato da Wu come i migliori psichiatri nel paese, intervistati dalla rete ABC nel 2005, conclusero che l'atteggiamento di Jackson sarebbe stato molto raro per un presunto pedofilo, perché non avrebbe avuto senso mostrarsi continuamente circondato da bambini se non avesse voluto destare sospetti, e viene mostrato allora il video di uno psicologo tedesco che difese Jackson sulla TV nazionale tedesca, ZDF.
Viene allora intervistato Taj Jackson, membro del gruppo musicale 3T, nipote di Michael Jackson e figlio di Tito Jackson, che nega come le presunte foto compromettenti che lo mostrerebbero seminudo con suo zio fossero da ritenere tali dato che si trattava in realtà di un servizio fotografico pubblico effettuato davanti a decine di persone e realizzato per la copertina del singolo Why, una collaborazione musicale dei 3T con loro zio Michael, e che inoltre non era lui ritratto nelle fotografie mostrate da un giornalista, ma si trattava di suo fratello TJ Jackson, che ha comunque anch'esso negato le accuse, come riporta il fratello. Taj Jackson ricorda inoltre che hanno fatto causa ai tabloid che hanno pubblicato il falso scoop, vincendo anche la causa.
Vengono poi sentite alcune fan che hanno visitato il Neverland Ranch che negano che ci fosse nulla di compromettente e il giornalista fa notare inoltre che questo rende l'idea di quanto facilmente il cantante facesse entrare le persone nella sua vita e nella sua residenza rendendolo così un facile obiettivo per persone malintenzionate. Viene allora mostrato un estratto di un'intervista dell'attore Macaulay Culkin rilasciata al giornalista Larry King nel popolare programma Larry King Live, in cui l'attore e amico di Jackson spiega che la camera da letto del cantante in cui ha dormito era grande quanto un piccolo appartamento a due piani e che Jackson non era molto bravo a spiegarsi quando dichiarava di "condividere il letto" con dei bambini e che intendesse in realtà "condividere la stanza da letto".
Si passa allora alla ricostruzione dettagliata del caso Chandler del 1993: nel maggio del 1992 Jackson, mentre era alla guida da solo per le strade di Los Angeles, ebbe un guasto alla macchina e venne rimorchiato dalla ditta di noleggio auto di un uomo di nome David Schwartz, nuovo marito di June Chandler, madre di Jordan. L'uomo gli disse che il figliastro era un suo grande fan e che voleva conoscerlo. Jackson acconsentì e nacque un'amicizia tra i due. L’amicizia tra il Re del Pop e suo figlio fu inizialmente ben accolta da Evan Chandler, l'ex marito di June e padre di Jordan, dentista di Beverly Hills pieno di debiti e più interessato a una carriera di sceneggiatore a Hollywood; l'uomo era già riuscito a vendere una sua sceneggiatura a Mel Brooks, che ne realizzerà un film dal titolo Robin Hood - Un uomo in calzamaglia (1993). Evan Chandler aveva debiti per oltre 70.000 dollari di assegni arretrati all'ex moglie per il mantenimento di Jordan e cercò quindi di sfruttare l’amicizia del figlio con il cantante per ottenere finanziamenti per sé e per la realizzazione di quattro film, di cui aveva già scritto le sceneggiature, ma il cantante, su suggerimento dei suoi legali, non cedette alle continue richieste di denaro. La prospettiva di veder sfumati i suoi sogni hollywoodiani, unita alla gelosia per il rapporto sempre più solido tra suo figlio e Jackson, convinse il dentista a mettere in piedi un piano ben congegnato per ottenere denaro dalla popstar, con l’accusa infamante di aver abusato sessualmente del figlio, come dimostra il documentario attraverso alcune registrazioni di telefonate tra Chandler e Schwartz. Nelle stesse telefonate, Chandler dichiara:
Chandler chiamò allora un avvocato, Barry Rothman, per intentare una causa per la custodia del figlio e per intavolare una lunga trattativa con i legali del cantante, avanzando anche una richiesta di svariati milioni di dollari per risolvere la vicenda senza dover intentare una causa civile e senza rendere pubbliche le accuse. Dopo vari incontri e negoziazioni coi legali di Jackson senza ottenere i soldi che aveva chiesto, Evan Chandler prelevò il figlio senza chiedere autorizzazione alla madre, lo portò nel suo studio e gli somministrò il farmaco Amobarbital, un medicinale dalle proprietà ipnotiche che negli Stati Uniti venne considerato per anni una sorta di "siero della verità" ma che proprio nel 1993 venne accusato di avere in realtà la capacità di fissare nuovi e falsi ricordi, sostituendo quelli precedenti. Evan Chandler fece così "confessare" al figlio, ancora sotto l'influsso del farmaco, le presunte molestie sessuali di Jackson. La "confessione" venne portata ad uno psicologo che denunciò il caso alle autorità. Il caso divenne pubblico e il cantante finì sotto l'occhio del ciclone e fu sottoposto dalla polizia a un'indagine e a una perquisizione personale che non portarono a nulla.
A causa del linciaggio mediatico ai danni di Jackson, la vicenda si risolse con un accordo extragiudiziario, di cui in seguito lo stesso Jackson si sarebbe pentito, che prevedeva il versamento di 22 milioni di dollari alla famiglia Chandler da parte dell’assicurazione del Re del Pop per chiudere in fretta la sola causa civile, ma non quella penale che, se fossero spuntate fuori nuove prove o testimonianze, non si sarebbe potuta evitare. Ma questo non accadde dato che nessuna prova incriminante venne trovata contro Jackson e dato che, nei successivi 10 anni, nessun'altra accusa simile venne mossa contro Jackson.
Il documentario porta alla luce anche la testimonianza di Geraldine Huges, scrittrice e allora segretaria legale dell'avvocato Rothman, che parla del caso come di un'estorsione ai danni dell'artista della quale fu testimone all'interno dello studio legale:
Viene poi riportato di come i mass media dell'epoca, interessati solo agli ascolti, avessero offerto svariate migliaia di dollari a chiunque avesse una storia compromettente da raccontare nei confronti di Jackson. In seguito viene mostrato come anche la sorella di Jackson, La Toya, abbia ammesso di aver mentito riguardo alle accuse rivolte contro il fratello perché, all'epoca delle accuse, era stata minacciata di morte dal suo ex marito e manager, Jack Gordon, che la aveva obbligata a mentire riguardo al fratello.
Viene poi mostrato come il giornalista freelance Victor Gutierrez, che nel 1996 scrisse un libro dettagliando il rapporto tra Jordan Chandler e Jackson, fosse in realtà legato agli ambienti pedofili della NAMBLA e abbia usato il nome di Jackson per fare pubblicità alla pedofilia e di come il suo libro sia stato poi copiato dallo zio di Jordan, Raymond Chandler, per scrivere un suo analogo libro sul caso, pubblicato nel 2004. Jackson fece causa per diffamazione chiedendo 2.7 milioni di dollari a Gutierrez e vinse la causa, ma il giornalista scappò all'estero per non pagare Jackson. Una volta in Cile, Gutierrez tentò di incastrare un politico del luogo per mostrare che era pedofilo, pagando un ragazzino intorno ai 20.000 pesos per mentire riguardo a dei presunti abusi, come provano i documenti delle indagini, venendo così arrestato.
Viene in seguito mostrato come dopo le accuse di presunti abusi del '93, Jackson si sia sposato con Lisa Marie Presley nel 1994 e l'anno seguente abbia realizzato l'album HIStory che, in parte, affrontava il tema delle accuse subite e del trattamento ricevuto dai media; Evan Chandler dichiarò che Jackson aveva così infranto l'accordo di non divulgazione che avevano firmato e fece richiesta di altri 60 milioni di dollari e l'autorizzazione di registrare un album intitolato "EVANStory". La causa rimase aperta per sei anni e alla fine la sua richiesta venne respinta.
Il documentario si conclude con un'altra testimonianza di Josephine Zhony che svela come dalle conversazioni avute con Jordan da adulto all'università emergesse ancora la passione del ragazzo per la musica di Jackson e l’ammissione di come la sua famiglia l’avesse sfruttato a fini economici fino ad ammettere, nel corso di un dibattito all’università successivo alla messa in onda del discusso documentario Living with Michael Jackson (2003) di Martin Bashir, che Jackson non era un pedofilo, dichiarando:
(Jordan Chandler)